# پدرو پارامو
پدرو پارامو نام رمانی اثر نویسنده مکزیکی خوان رولفو است که در سال ۱۹۵۵ منتشر شد. این رمان توسط کیومرث پارسای، احمد گلشیری و کاوه میرعباسی در نسخه‌های گوناگون به فارسی برگردانده شده‌است.
این کار در خانه هنرمندان تهران در دی ماه ۱۳۹۳ به کارگردانی ارشاد رازانی و بازیگری رحمان پولادیان و سعید قاضی نژاد و … به روی صحنه رفت.